# Eduardo Makaroff
Eduardo Makaroff, född i Buenos Aires den 4 april 1954, är en argentinsk gitarrist och en av grundarna av trion Gotan Project, som förenar tangomusik med elektronisk musik.
Makaroff anlände till Paris 1990 och påbörjade där en fransk karriär, som sedan öppnade dörren för stora framgångar i Argentina. Han har komponerat och framfört filmmusik och signaturmelodier för TV-serier. Han har också varit presentatör och producent för olika TV- och radiosändningar.
Vid ankomsten till Paris bildade Makaroff gruppen Mano a Mano, med vars hjälp han satte upp showen Tango Joyeux (franska för "Glad tango"), som blev väl mottaget i Frankrike och i övriga Europa. Han blev sedan kapellmästare vid den berömda tangoklubben le dancing de la Coupole i Paris fjortonde arrondissemang. Makaroff har förutom att släppa flera album också turnerat i Europa med sin grupp Tango Mano.
År 1999 gick Makaroff samman med Christophe Muller och Philippe Cohen-Solal för att utforska nya musikaliska vägar och för att bidra till att ge sitt födelselands musik en ny riktning: Gotan Project blev den första riktigt framgångsrika gruppen inom genren elektrotango.
Makaroff gav i Paris gitarrlektioner åt Gérard Lo Monaco, och deras samarbete mynnade ut i att de tillsammans skapade skivmärket Mañana, som satsar på nyskapande inom tango och på den argentinska musikens utveckling i världen över.